# サミットウインドパワー鹿嶋発電所
サミットウインドパワー鹿嶋発電所（サミットウインドパワーかしまはつでんしょ）は、茨城県鹿嶋市にある風力発電所。

## 概要
住友商事の展開する再生可能エネルギー事業の一環として子会社のサミットウインドパワー株式会社により建設された発電所である。発電所は鹿島灘に面した埋立地一帯に立地しており、10基の風車は平井浜（1号機）、鹿嶋市北海浜工業団地（2～5号機）、日本製鉄東日本製鉄所鹿島地区（6～9号機）、鹿嶋市営北海浜多目的球技場（10号機）に設置されている。風車のタワーには、住友金属工業蹴球団が前身となった鹿島アントラーズロゴ（1号機、6～10号機）、および工業団地に入居する各企業のロゴ（2～5号機）が掲示されている。
発電所の建設工事を受注した鹿島建設はフルターンキー契約により、設計、調達、建設、試運転を一括して担当した。現地は太平洋に面しているため、建築基準法における基準風速は36メートル毎秒とされており、IECクラスⅠ認証を持つガメサ社製の風車を採用した。ブレードおよびナセルはスペインから、タワーは韓国から調達され、鹿島港で陸揚げされた後、特殊トレーラで現地に搬入された。タワー内部にはナセルへの昇降機が設置されており、点検の際に使用される。発電所の変電所は、日鉄ステンレス鹿島製造所東側の東京電力の変電所に隣接して設置されており、総延長6kmのケーブルで各風車と接続されている。
建設工事は2004年3月にサミットウインドパワー株式会社より鹿島建設へ発注され、2005年10月に着工した。2006年5月に基礎工事が終了、その間に輸入されていた風車を6月から9月にかけて据え付けた。平行して2006年3月から10月まで変電所の建設と送電ケーブルの埋設が行われ、9月に試運転を開始し、2007年2月に発電所全体が完成した。

### 発電設備
- 出力：20,000kW（2,000kW × 10基）
- 使用風車：ガメサ社（スペイン）製 G80-2.0MW
- 営業運転開始：2007年2月[4]

年間総発電量は4,200万kWhを想定しており、発電した電力は全て東京電力へ売電されている。

## サミットウインドパワー株式会社
事業主体のサミットウインドパワー株式会社は住友商事が100%出資するサミットエナジーの子会社である。2014年3月までは、山形県酒田市にあるサミットウインドパワー酒田発電所（現JRE酒田風力発電所）も運営していた。